# George Meany
 (février 2018).
Si vous disposez d'ouvrages ou d'articles de référence ou si vous connaissez des sites web de qualité traitant du thème abordé ici, merci de compléter l'article en donnant les références utiles à sa vérifiabilité et en les liant à la section « Notes et références ».
Pour les articles homonymes, voir Meany.
George Meany (1894-1980) est un syndicaliste américain président de l'AFL, puis de l'AFL-CIO de 1952 à 1979.